# Dick Kragt
Dignus (Dick) Kragt (Datchet (Groot-Brittannië), 18 juli 1917 – Oslo (Noorwegen), 8 juli 2008) was een Brits-Nederlandse geheim agent tijdens de Tweede Wereldoorlog. Hij werd in juni 1943 in Nederland gedropt en speelde tot het einde van de oorlog een belangrijke rol bij de ontsnapping van geallieerde piloten vanuit bezet gebied.

## Levensloop

### Jeugd
Kragt had een Nederlandse vader en een Engelse moeder. Hij groeide op in Engeland, maar sprak vloeiend Nederlands. In 1938 kreeg hij de Engelse nationaliteit.

## Tweede Wereldoorlog

### Gedropt in Nederland
Tijdens de oorlog meldde hij zich aan voor een opleiding tot geheim agent. De geheime dienst MI9 besloot om Kragt in Nederland te droppen. Hij moest daar een ontsnappingslijn opzetten voor piloten die boven Nederland waren neergestort.
Een ontvangstcomité achtte Kragt te gevaarlijk. Daarom had hij als voorwaarde gesteld dat hij "blind" zou worden gedropt. De drie eerste pogingen op 10, 19 en 22 juni 1943 mislukten allemaal om verschillende redenen. Bij de derde poging raakte het vliegtuig zwaar beschadigd door afweergeschut, waardoor het bij terugkomst in Engeland een noodlanding moest maken.
De vierde poging in de nacht van 23 op 24 juni 1943 slaagde wel. Kragt zou gedropt worden op het Wisselseveld, een open terrein nabij Epe. Het doel werd echter gemist. Kragt werd in plaats daarvan acht kilometer zuidelijker boven Vaassen gedropt. Hij landde tussen een aantal woningen. Zijn uitrusting, inclusief zender, kwam met veel kabaal terecht in de tuin van een NSB'er. Kragt slaagde er zelf in te ontkomen, echter zonder zender. Daardoor wist de Duitse bezetter wel dat er een geheim agent was geland.

### Hulpverlening aan piloten
Kragt legde contact met Jacobus van den Boogert uit Emst. Via een Engelandvaarder wist MI9 dat Van den Boogert betrokken was bij het verzet en onderdak verleende aan joden. Van den Boogert bood Kragt, die de schuilnaam Frans Hals droeg, een schuilplaats aan in een bos in de buurt van zijn huis. Via Van den Boogert kwam Kragt in contact met de Landelijke Organisatie voor Hulp aan Onderduikers en Nel Lind van de organisatie Fiat Libertas.
Via mevrouw Van den Boogert kwam Kragt in contact met Joop Piller en diens vrouw. Het joodse echtpaar zat samen met een aangenomen kind ondergedoken in een theehuis bij Schaveren. Piller herstelde allereerst het valse persoonsbewijs die Kragt vanuit Engeland had meegekregen. De leeuw keek de verkeerde richting op.
Lind en Van den Boogert werden in september 1943 samen met een aantal anderen gearresteerd. Piller en Kragt huurden vervolgens een woning aan de Essenerweg 158 in Essen, vlak bij Kootwijkerbroek. Piller en Kragt verzamelden een aantal medewerkers om zich heen. De verzetsgroep kwam bekend te staan als de Frans Hals-groep. Tot de medewerkers behoorden Evert en Maria Bruinekreeft, Heimen van Esveld, Huib de Iongh, koerierster Puck de Jongh, Ep van Omme, Joop Roskam en Elbert van der Wiel. Vanuit Londen werd Kragt nog een assistent gestuurd, maar deze bleek totaal ongeschikt voor het werk en werd via de ontsnappingslijn snel weer afgevoerd.
Doordat Kragt zijn zender had verloren was het niet mogelijk om de gegevens van geallieerde piloten in Engeland te verifiëren. Dat was nodig omdat de Duitsers soms ook verraders er op uit stuurden, die zich voordeden als piloten en zodoende de hele vluchtlijn konden oprollen. Uiteindelijk kwamen Kragt en Piller in contact met een andere geheim agent Garrelt van Borssum Buisman. Tot diens arrestatie in februari 1944 kon er van zijn zender gebruik worden gemaakt. Kort daarna kreeg Kragt de beschikking over een eigen zender.
Via een postbode en een betrouwbare politieman hadden Kragt en Piller de beschikking over vijftig adressen, vooral in de omgeving van Kootwijkerbroek, waar tijdelijk piloten konden worden ondergebracht. De piloten bereikten hen weer met name via de kanalen van de LO. Kragt zette in Maastricht de groep-Vrij op. Langs deze lijn werden minstens honderdtwintig piloten naar België afgevoerd.

### Operatie Pegasus II
Na de voor de geallieerden verloren Slag om Arnhem in september 1944 waren er in de regio veel Britse parachutisten achtergebleven. Kragt en Piller speelden een sleutelrol bij Operatie Pegasus II in november 1944. Tijdens deze operatie wilde het verzet een groot aantal Britse militairen en neergestorte piloten dwars door de Duitse linies heen smokkelen richting bevrijd gebied.
Samen met onder andere de geheim agent Abraham du Bois waren Kragt en Piller verantwoordelijk voor het verzamelen van de geallieerde militairen. Kragt keurde het besluit van majoor Airey Neave om Lunteren als verzamelplaats aan te wijzen af, omdat het veel te ver van de Rijn aflag. Daardoor steeg de kans op ontdekking. Neave bleef echter bij zijn standpunt, omdat hij de Nederlandse gastgezinnen niet langer dan nodig in gevaar wilde brengen.

### Laatste oorlogsmaanden
Kragt nam zelf niet deel aan de crossing en dat was maar goed ook, aangezien een groot aantal van de deelnemers door de Duitsers werd gepakt. Slechts zeven man bereikte de overkant van de Rijn. Ongeveer zestig man slaagde er in uit Duitse handen te blijven. Zij werden door Kragt in en rond Ede, Meulunteren en Kootwijkerbroek ondergebracht.
Kragt werd in december 1944 niet alleen verantwoordelijk gesteld voor het verzorgen voor een geschikte ontsnappingsroute, maar ook voor de verzorging van de achtergebleven Airbornes. Vanaf begin 1945 kreeg hij hulp daarbij van geheim agent Henk van Loenen. Met hulp van Hans Snoek werd er in februari 1945 een route gevonden die liep via de Biesbosch. Via deze route werden onder andere brigadegeneraal John Hackett en de arts Alexander Lipmann Kessel afgevoerd.
In de laatste oorlogsmaanden werd het voor Kragt steeds lastiger om contact te onderhouden met zijn leidinggevenden in bevrijd gebied. De Duitsers probeerden de zender van zijn marconist Dirk Hildebrand Last uit te peilen, waardoor deze zich telkens moest verplaatsen. Begin april 1945 kreeg Kragt de opdracht dat de twintig nog in bezet gebied verblijvende militairen niet meer mochten worden overgezet omdat de bevrijding op komst was.

## Na de oorlog
Kragt werkte na de oorlog voor Philips en KLM. Hij leerde tijdens een vakantie de Noorse Karin Rosted kennen, met wie hij trouwde. Het stel kreeg een zoon. In de jaren zeventig emigreerde het gezin naar Noorwegen, waar zijn vrouw in 1995 overleed. Kragt bezocht Nederland in 1994 voor de laatste keer om een reünie van Arnhem-veteranen en verzetsmensen bij te wonen.

## Eerbetoon
De Nederlandse regering gaf Kragt de Bronzen Leeuw vanwege zijn oorlogsinzet. Van de Verenigde Staten ontving hij de Medal of Freedom met gouden palm. Van Groot-Brittannië kreeg hij de King's Medal for Courage in the Cause of Freedom.